# 明王

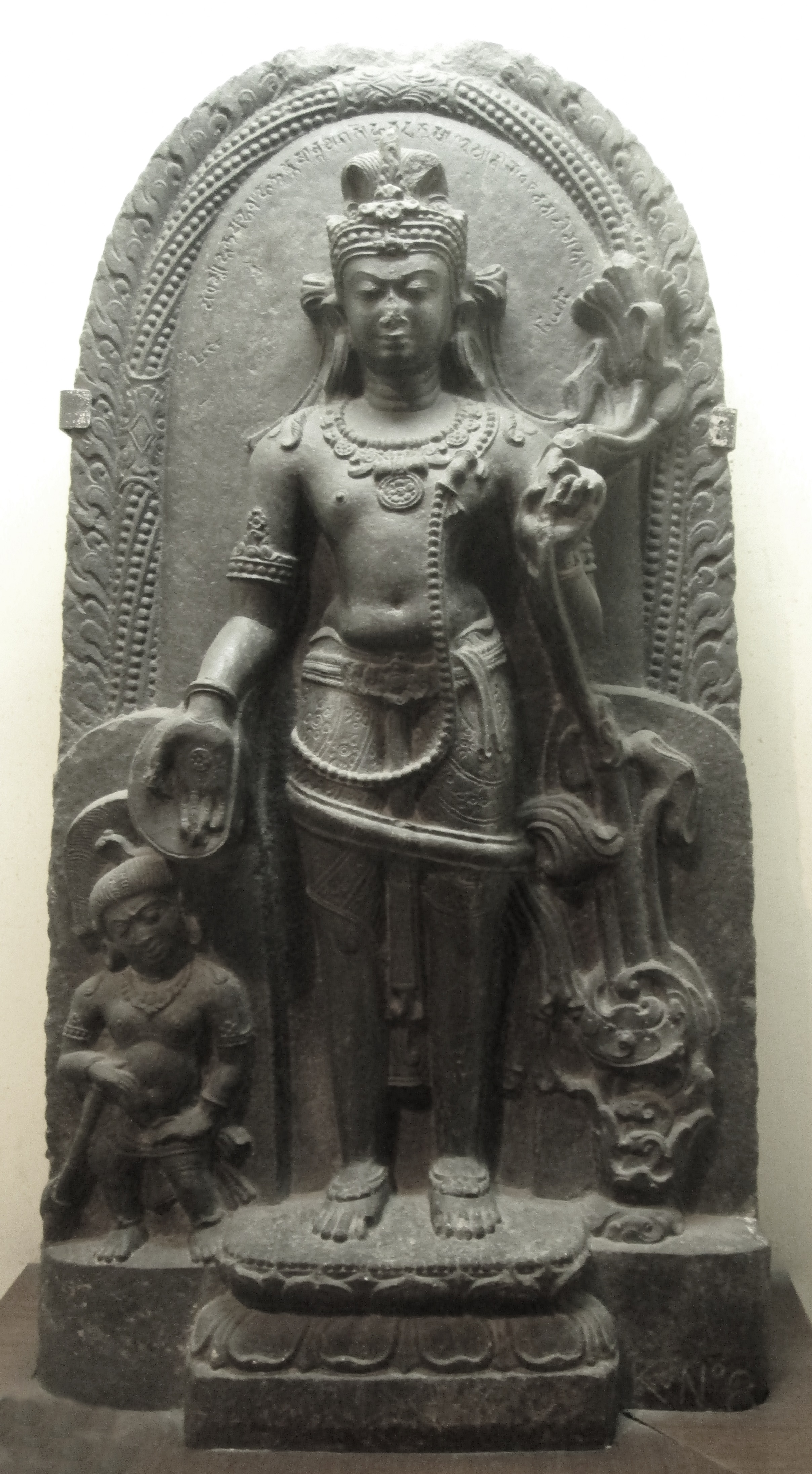
文殊菩薩與大威德明王，10世紀，現藏加爾各答印度博物館

明王（IAST：vidyārāja），又作持明王、忿怒尊、威怒王:3278，女性則稱之為明妃:3278（IAST：Vidyārājñī）。是依密宗教義所作的法像，為佛的教令輪身或菩薩之化現，亦稱其所象徵的陀羅尼。

## 釋義
明王的「明」（vidyā），為智慧光明的意思，此處即指真言與陀罗尼:3278。「明王」一詞有二義：一指真言、陀羅尼之王:3278；二指為受大日覺王教令現忿怒身降伏諸惡魔之諸尊的名稱，以其具明智摧破一切魔障之威德，所以稱之為明王。真偽雜記中云：「明者光明義，即象智慧。所謂忿怒身，以智慧力摧破煩惱業障之主，故云明王。」。

## 概要
明王是佛、菩薩之化現和真言與曼陀羅中的「明」的體現，為密宗理論中三輪身，及自性輪身、正法輪身和教令輪身中，由如來大智所顯現之教令輪身；教令輪身化現忿怒威猛的形象，以摧伏剛強眾生之邪魔，稱為忿怒尊。此外，由於真言在文法上有男女二聲，故明的形象亦有男女二神，依此而具足折伏與攝受二門之功:3278。屬於男性之真言，以其具有能摧破諸難之威力，故稱明王；示現女人之相，攝受眾生，即表示此女性之真言具有懷柔之功德，故稱明妃:3278。

### 發展
在密教早期階段，明王作为護法鬼神出现于佛陀、菩薩的两侧，而后这些神灵本身成为了崇拜对象，他们不再以佛、菩薩的旁侍形象出現，而被认为是佛、菩薩的化身，作為其智慧或音聲的化現，以破除魔障、護持佛法和守護善信，明王一詞的使用則直到七八世紀之交才確立。在早期陀羅尼密教代表經典《文殊師利根本儀軌經》中，即有大威德明王做為文殊菩薩的護法與陀羅尼的化現，為菩薩招集會眾、調伏眾生，並在經中被描述為如藥叉的形象。其後，大威德明王在《聖妙吉祥真實名經》等經中被提及其名號，且被視為菩薩的化現；諸多如同其被和菩薩連結的護法神，如馬頭明王同样为曾作为觀世音菩薩的藥叉護法出現，逐漸成為一獨立的重要體系，並象徵引領破除無明的主要意義。

### 形象
明王常被描述或形塑成如藥叉或陪臚一般的忿怒形象，或具有多頭多臂。依東密或台密等教派之流傳而有多種形象。

## 主要明王

### 五大明王
又稱五大尊或五忿怒，名諱如下：
- 中央不动明王 - 大日如來化身，能降伏一切諸魔
- 东方降三世明王 - 阿閦如來化身，能降伏大自在天，《覺禪鈔‧明王部》謂此尊可斷煩惱、所知障。
- 南方军荼利明王 - 寶生如來化身，能降伏五陰魔，《覺禪鈔‧明王部》謂此尊可斷我執。
- 西方大威德明王 - 阿弥陀如來化身，能降伏人魔，《覺禪鈔‧明王部》謂此尊可斷人法二執。
- 北方金剛夜叉明王 - 不空成就如來化身，能降伏地魔，《覺禪鈔‧明王部》謂此尊可斷俱生分別之惑。

由於金剛夜叉明王與烏樞沙摩明王有同體之說，因此部分佛寺會以烏樞沙摩代替金剛夜叉明王。以五大明王為本尊所修之密法稱為「五壇法」，供奉五大明王之殿堂則稱為「五大堂」。
五大护世金刚佛母：
- 大随求明王
- 大寒林明王
- 大千摧碎明王
- 大白傘蓋明王
- 随持密咒明王
- 大孔雀明王

### 八大明王
有數種說法如下
１、空海《秘藏記》記載五大明王加上下列三尊為八大明王
- 密迹金剛明王－
- 穢迹金剛明王－不空成就佛及金剛業菩薩之教令輪身
- 無能勝金剛明王－釋迦摩尼佛及慈氏菩薩之教令輪身
- 火頭明王－
- 馬頭明王－無量壽佛及觀音菩薩之教令輪身

２、《大妙金剛大甘露軍荼利焰鬘熾盛佛頂經》記載由大日如來之正法輪身－八大菩薩化現的八大金剛明王：
- 降三世金剛明王－金剛手菩薩化現
- 大威德金剛明王－妙吉祥菩薩化現（藏傳佛教亦有此說）
- 大笑金剛明王－虛空藏菩薩化現
- 大輪金剛明王－慈氏菩薩化現
- 馬頭金剛明王－觀自在菩薩化現
- 無能勝金剛明王－地藏菩薩化現
- 不動尊金剛明王－除蓋障菩薩化現
- 步擲金剛明王－普賢菩薩化現

３、亦有說法與《大妙金剛經》相似，不過以穢跡金剛取代不動明王，將八大明王作為不動明王之眷屬。

### 十大明王
《佛说幻化网大瑜伽十忿怒明王大明观想仪轨经》中十大忿怒明王：
- 焰鬘得迦大忿怒明王
- 无能胜大忿怒明王
- 德叉迦髮髻大忿怒明王
- 钵纳鬘得迦大忿怒明王
- 尾观难得迦大忿怒明王
- 不动尊大忿怒明王
- 吒枳大忿怒明王
- 你罗难拏大忿怒明王
- 大力大忿怒明王
- 送婆大忿怒明王
- 嚩日罗播多罗大忿怒明王

宝顶山摩崖造像第22号十大明王像：
- 大火首明王
- 大秽迹明王
- 大火头明王
- 大威德明王
- 大愤怒明王
- 降三世明王
- 火首明王
- 马首明王
- 大笑金刚明王
- 无能胜金刚明王
- 大轮金刚明王
- 步掷金刚明王

山西大同浑源大云寺明代十大明王壁画
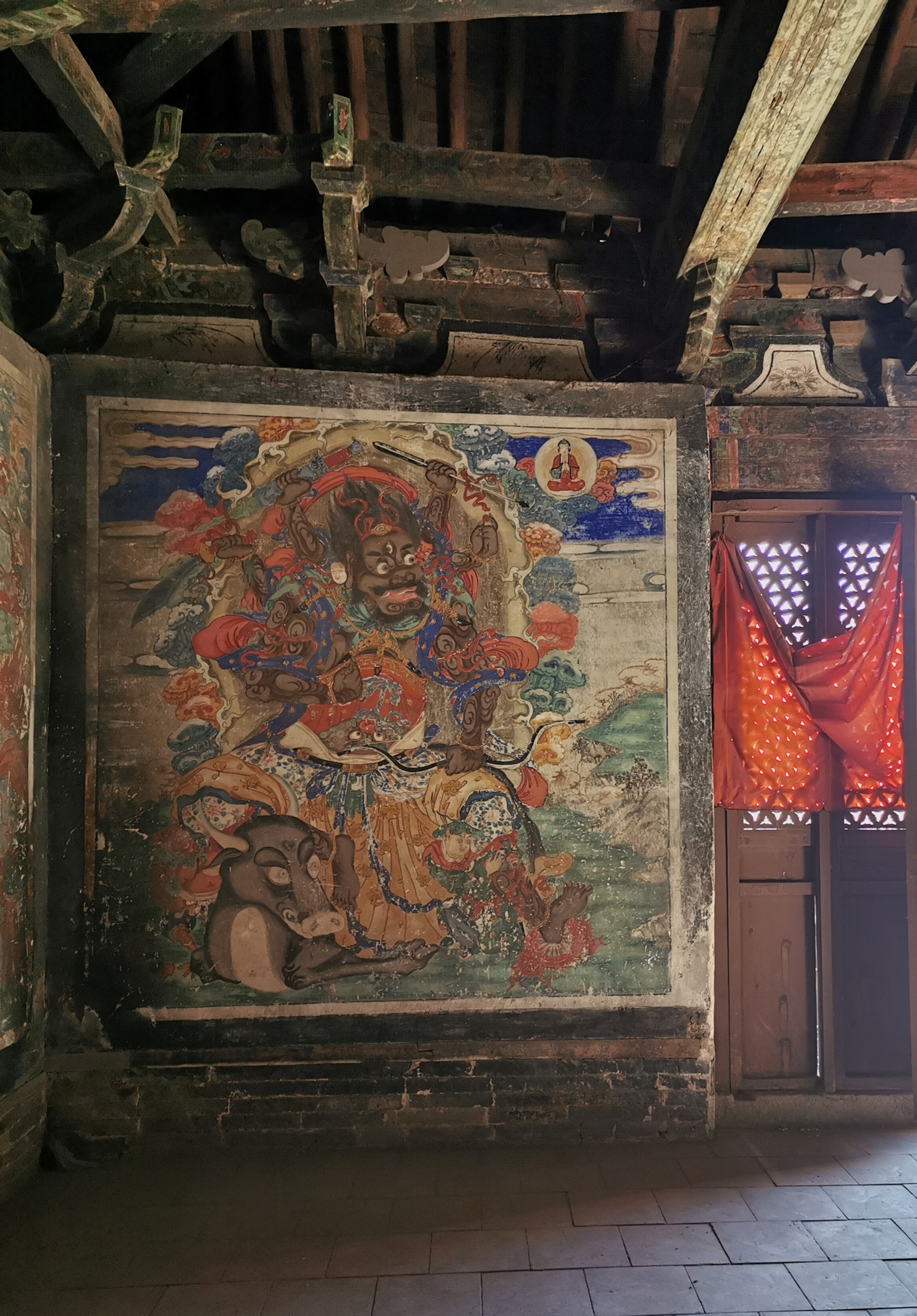
大力明王
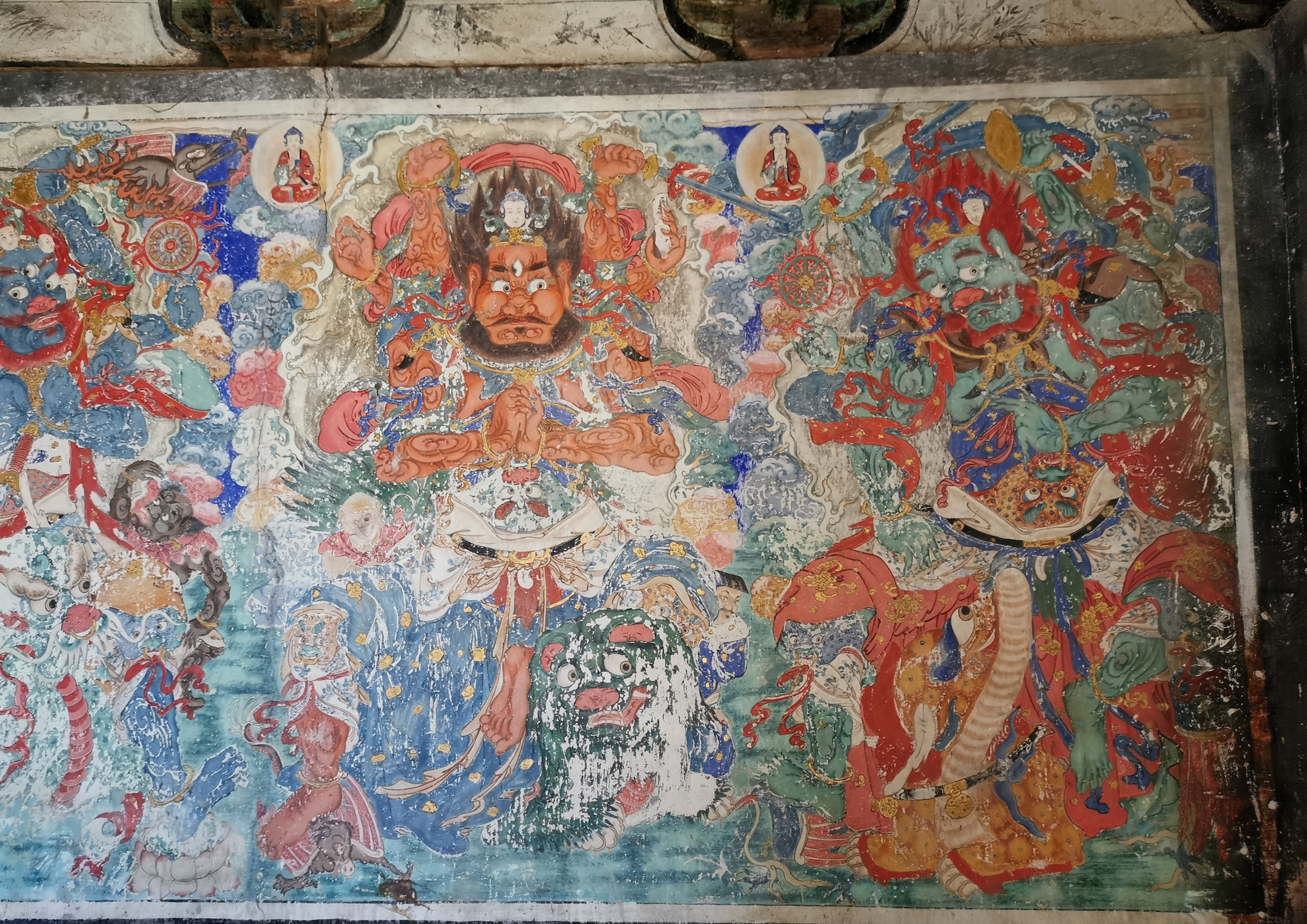
馬頭觀音 (左), 不動明王 (右)
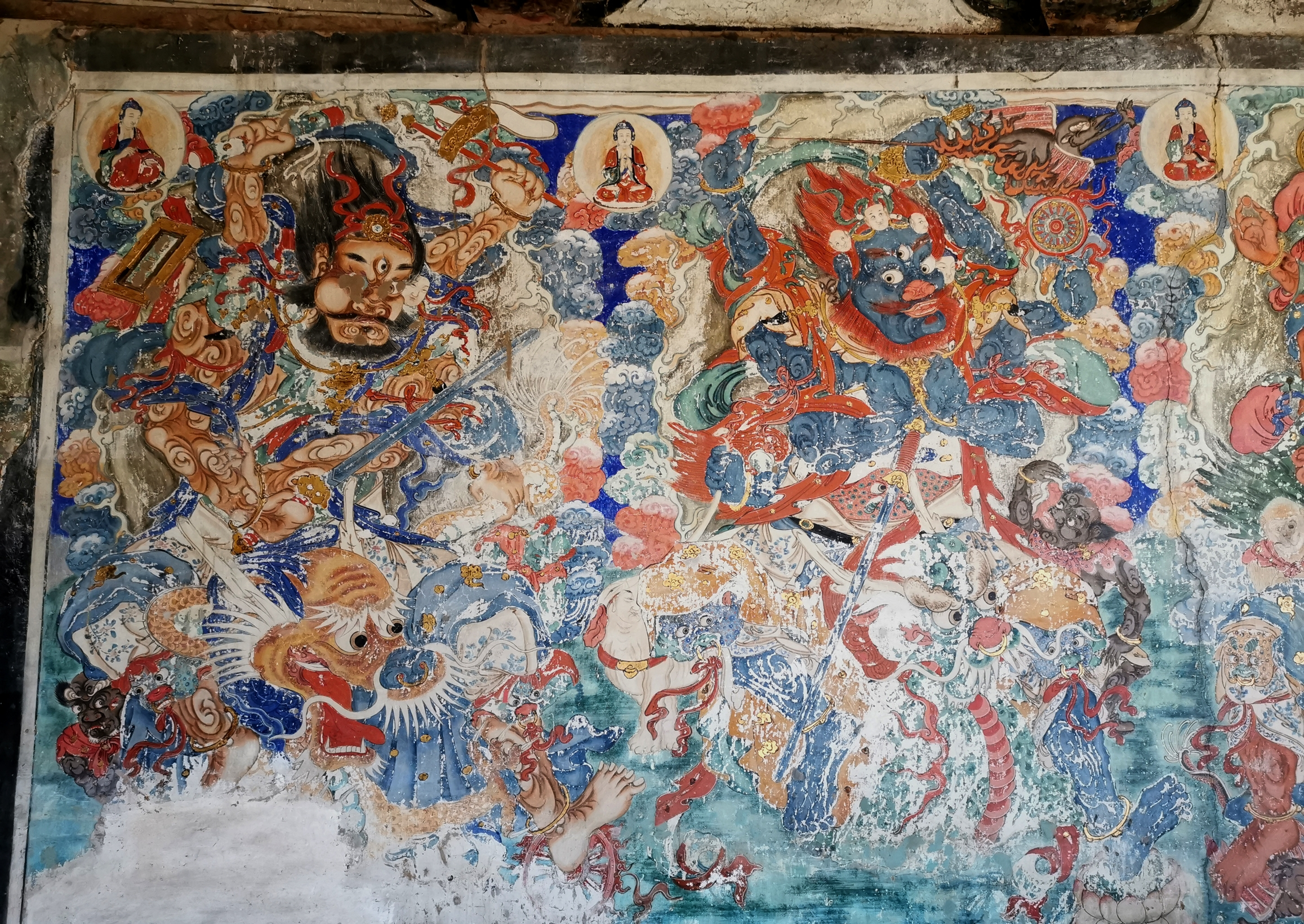
大輪明王 (左), 大威德明王 (右)
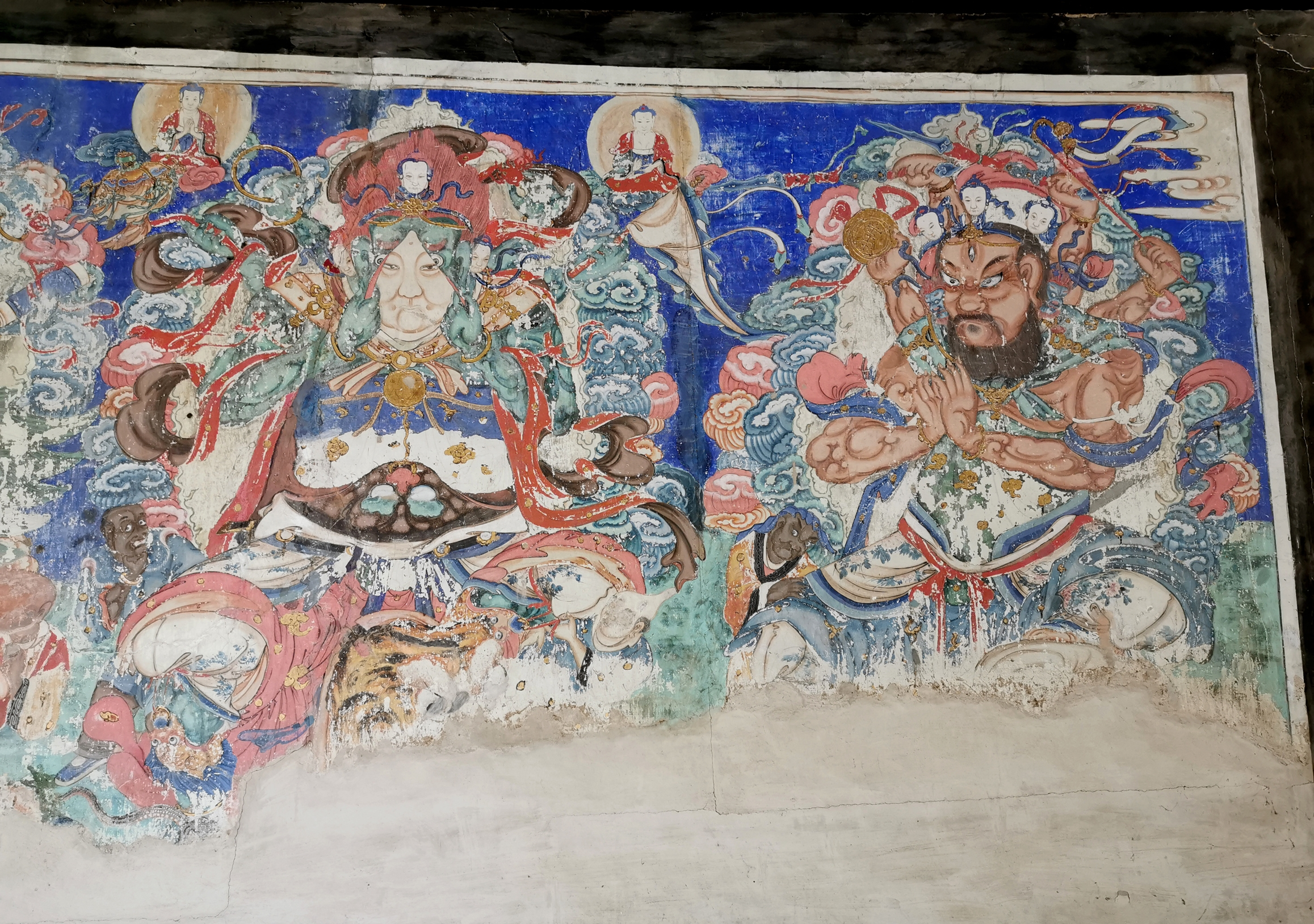
無能勝明王 (左), 步擲明王 (右)
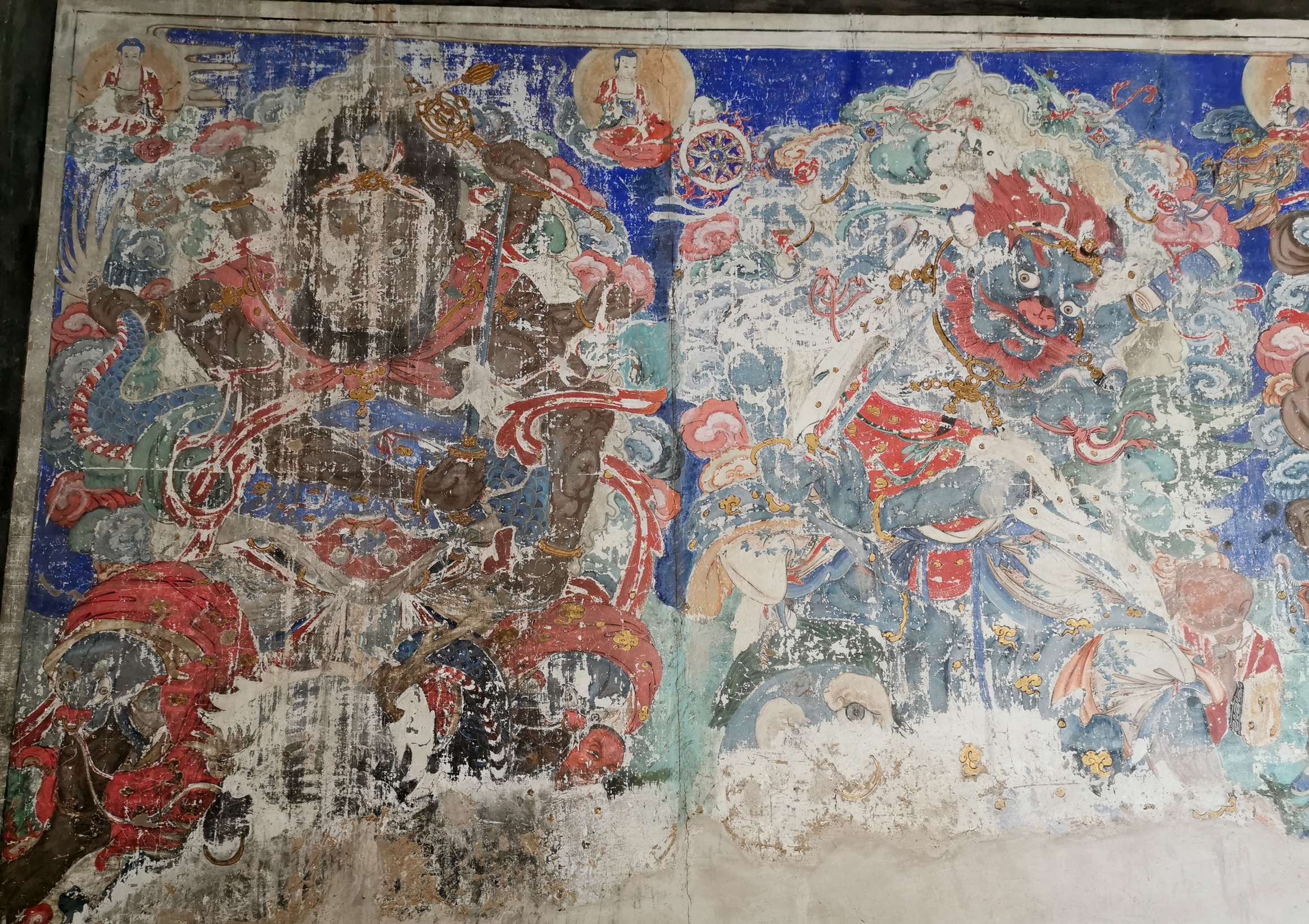
大笑明王 (左), 軍荼利明王 (右)
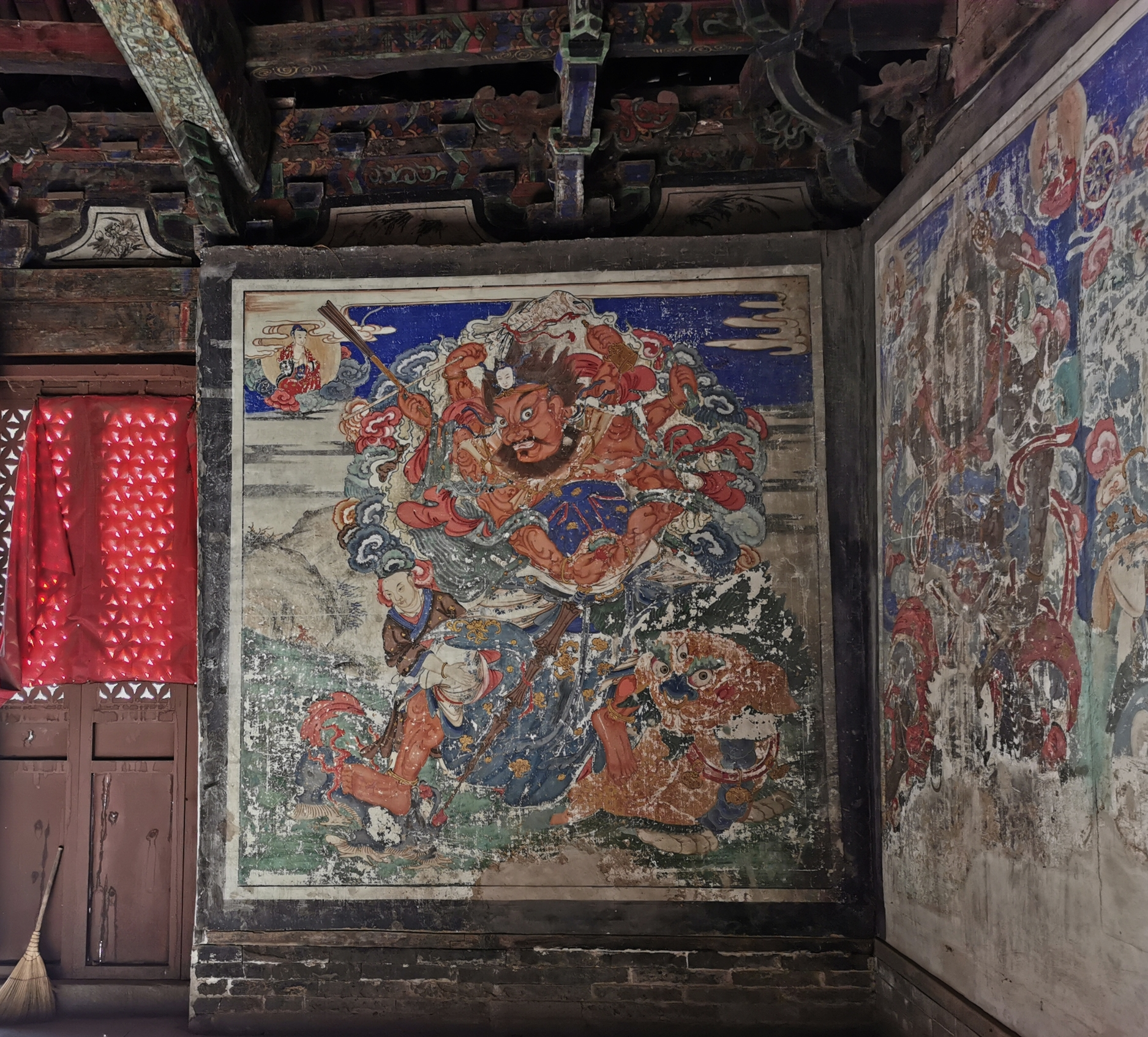
降三世明王

### 其他明王（部分）
- 損美明王
- 愛美明王
- 愛染明王
- 帝青明王
- 作吽明王
- 大元帅明王
- 時輪金剛
- 勝樂金剛
- 密集金刚
- 歡喜金剛
- 密跡金剛
- 普巴金剛

## 圖集

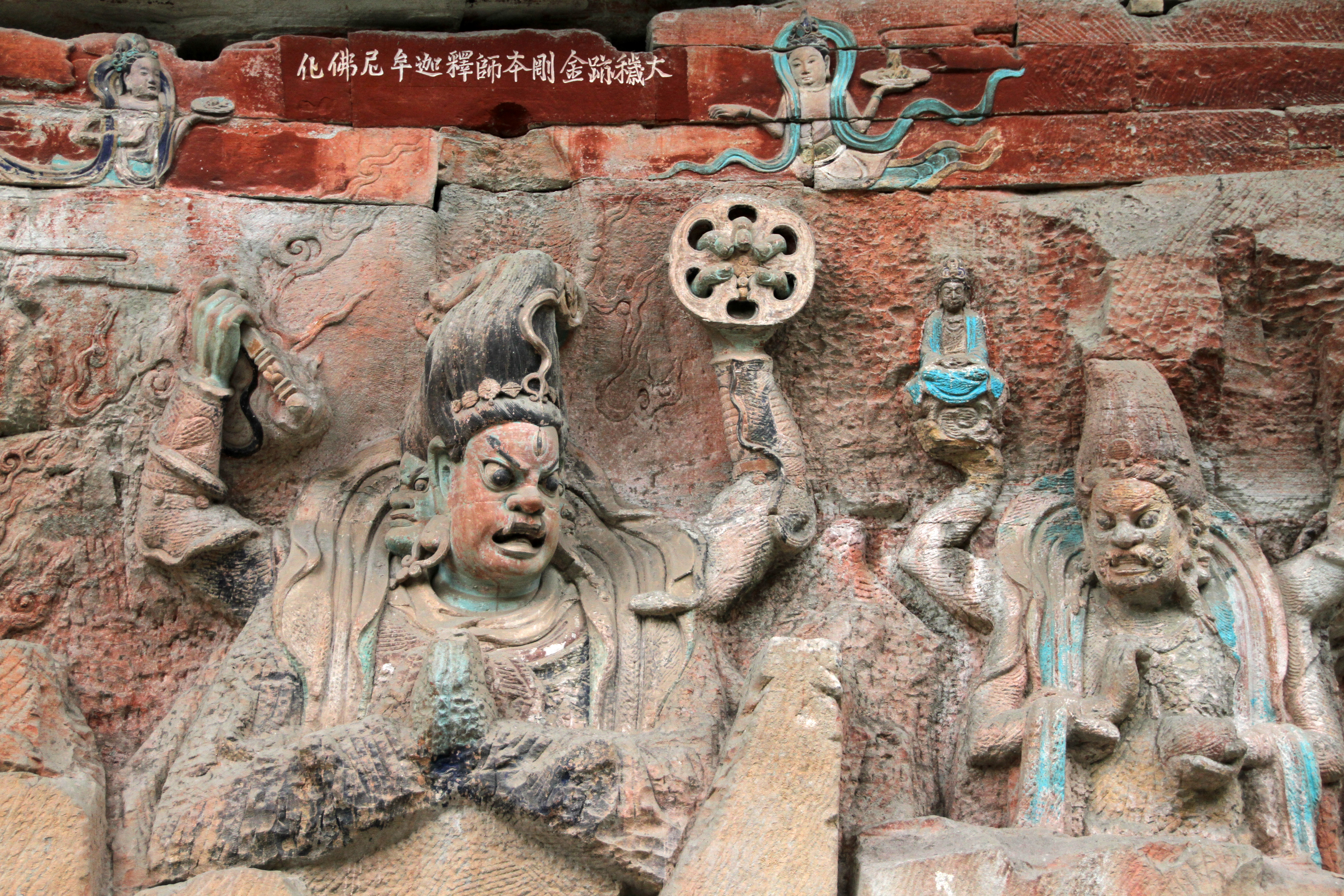
穢跡金剛明王 (左), 軍荼利明王 (右)，大足石刻
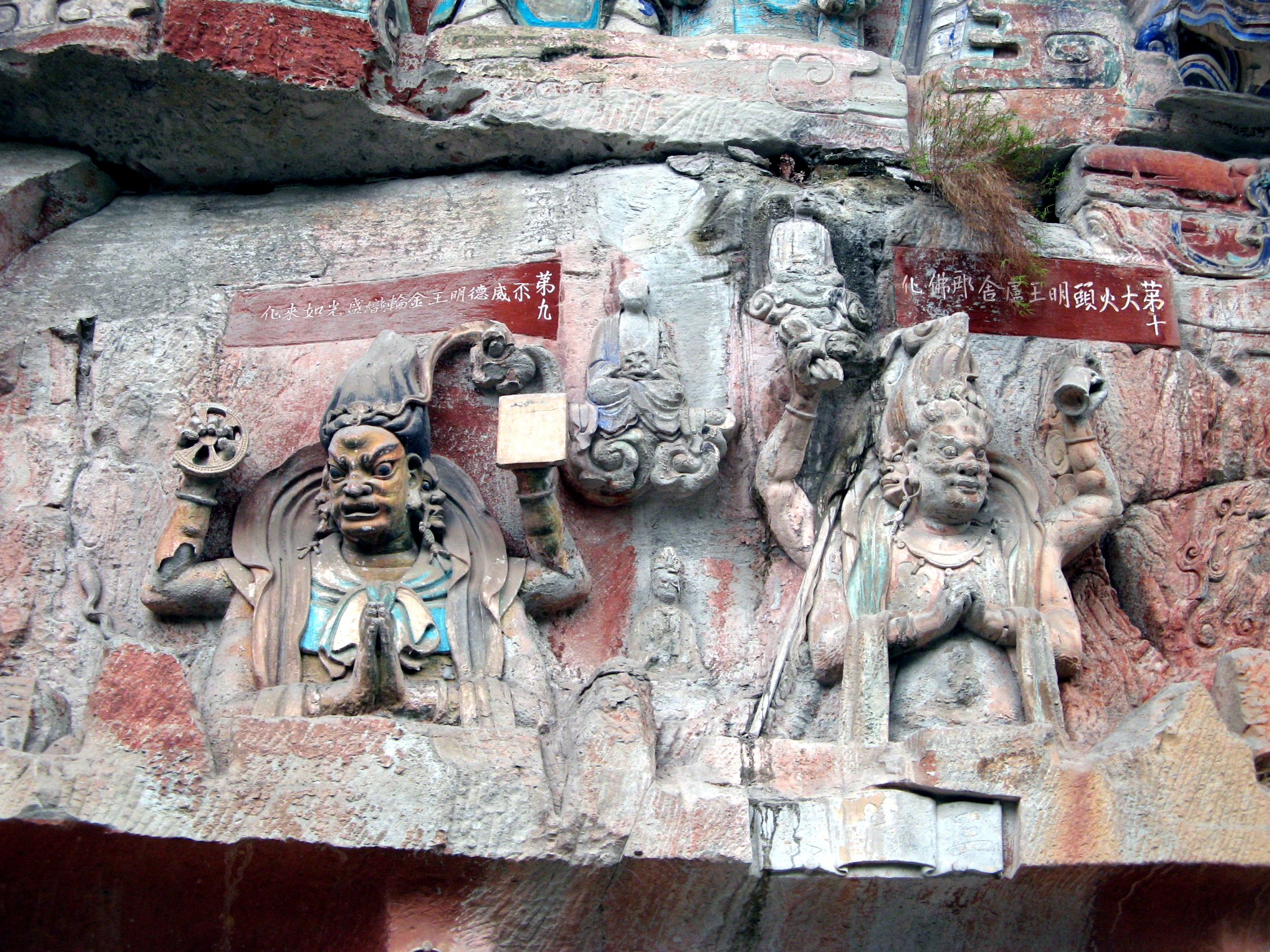
大威德明王 (左), 火頭金剛明王 (右)，大足石刻
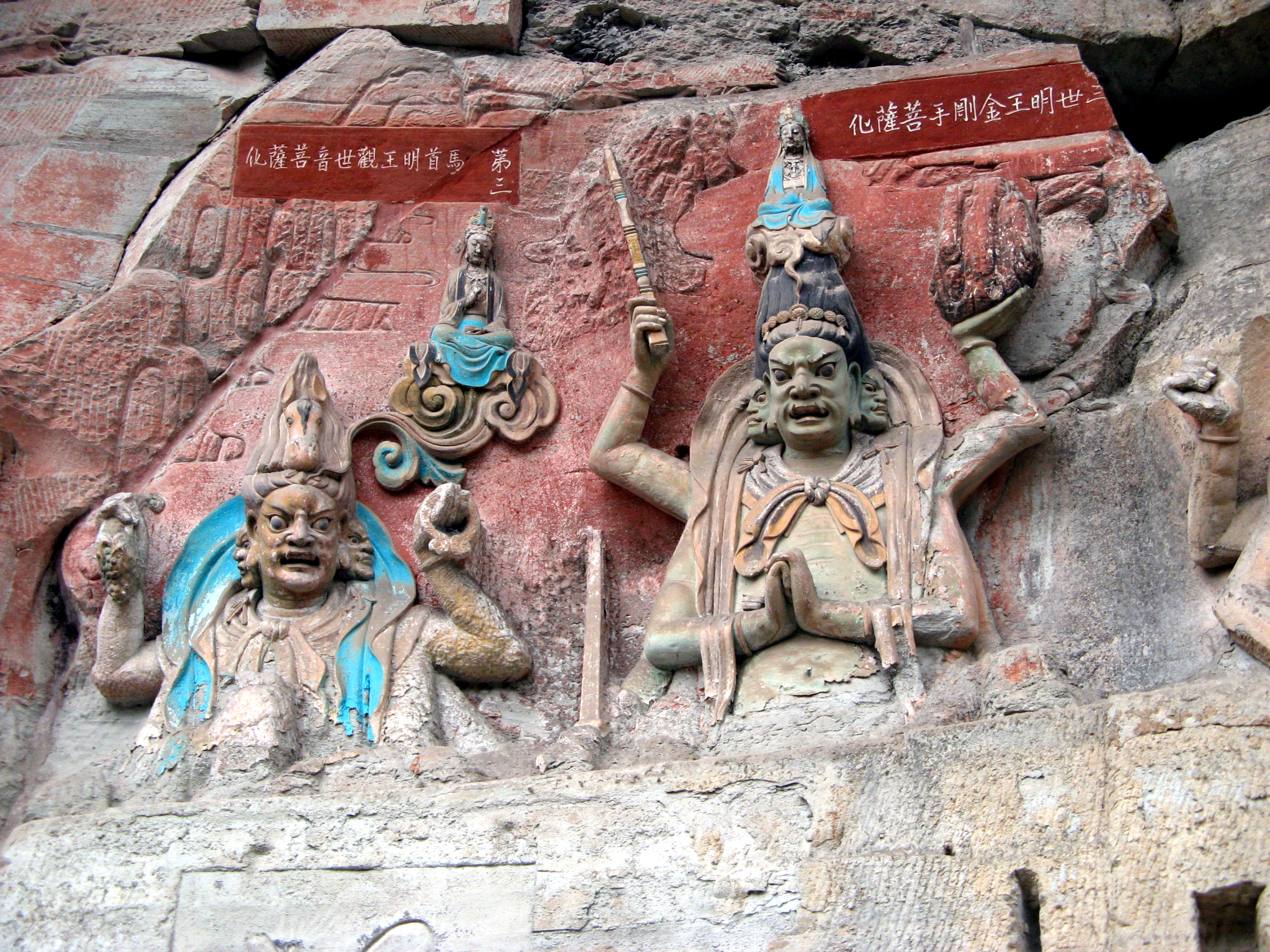
馬頭觀音 (左), 降三世明王 (右)，大足石刻
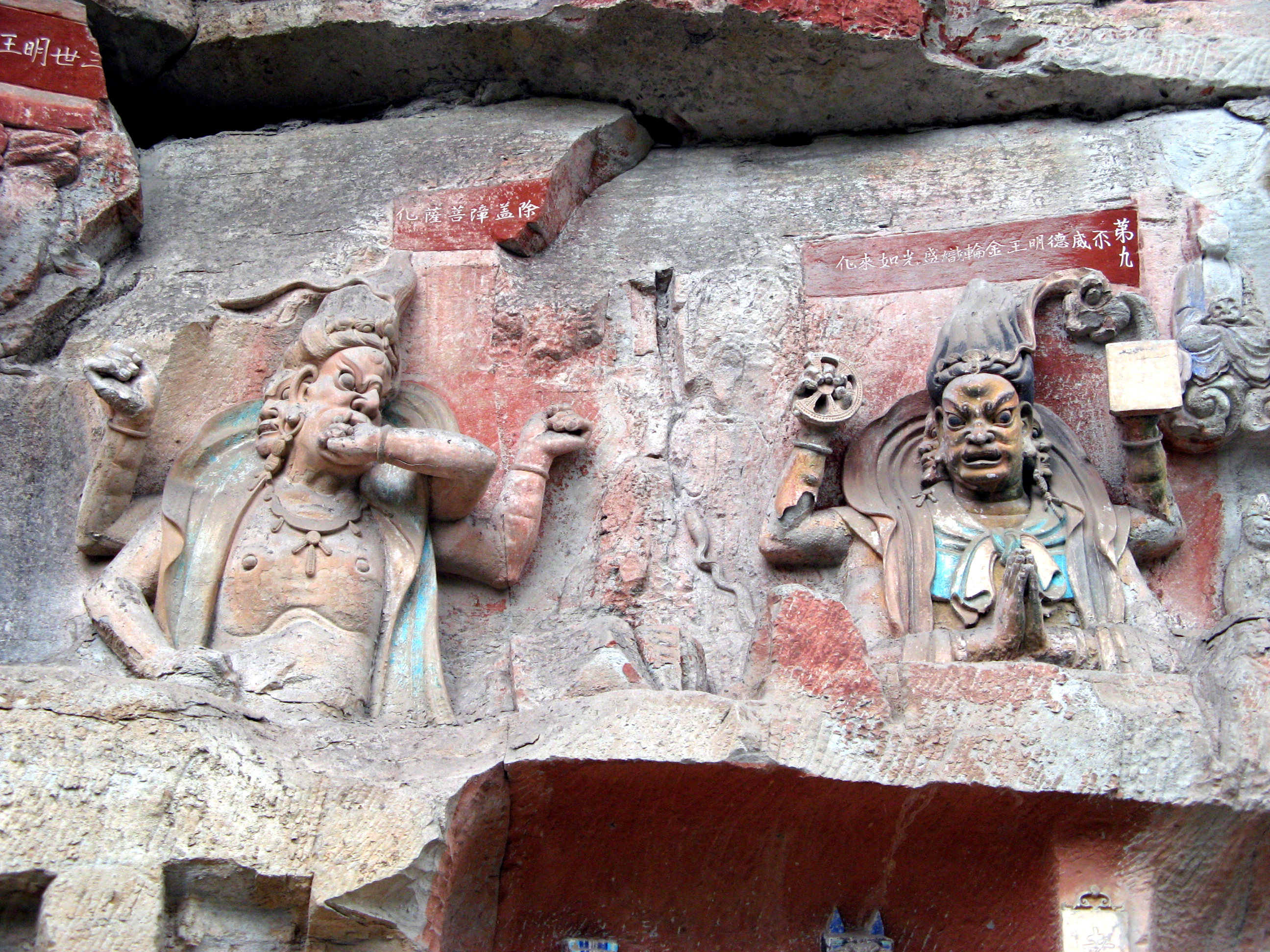
不動明王 (左), 大威德明王 (右)，大足石刻
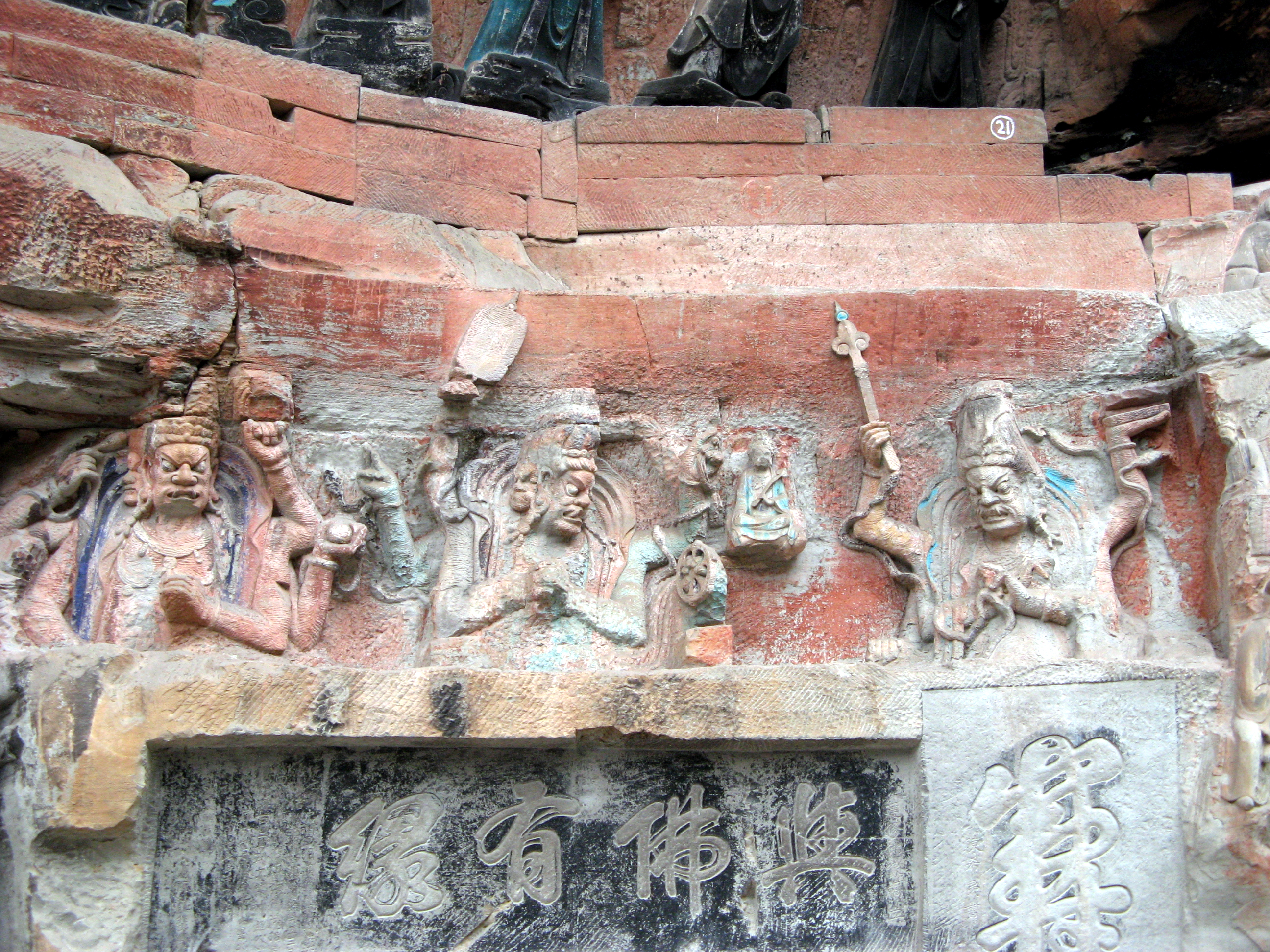
無能勝明王 (左), 大輪明王 (中), 步擲明王 (右)，大足石刻
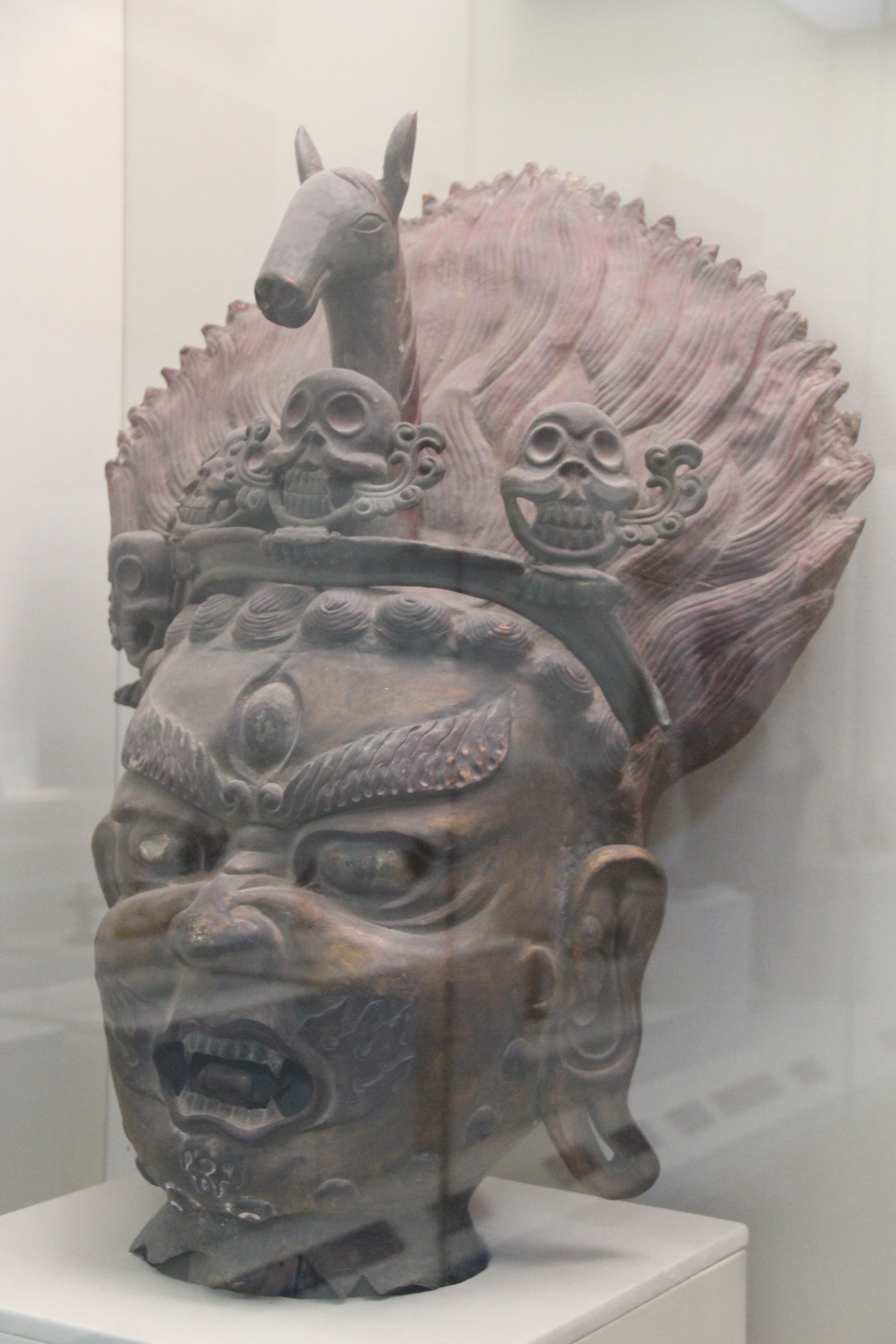
馬頭明王，現藏甘肅省博物館，清代
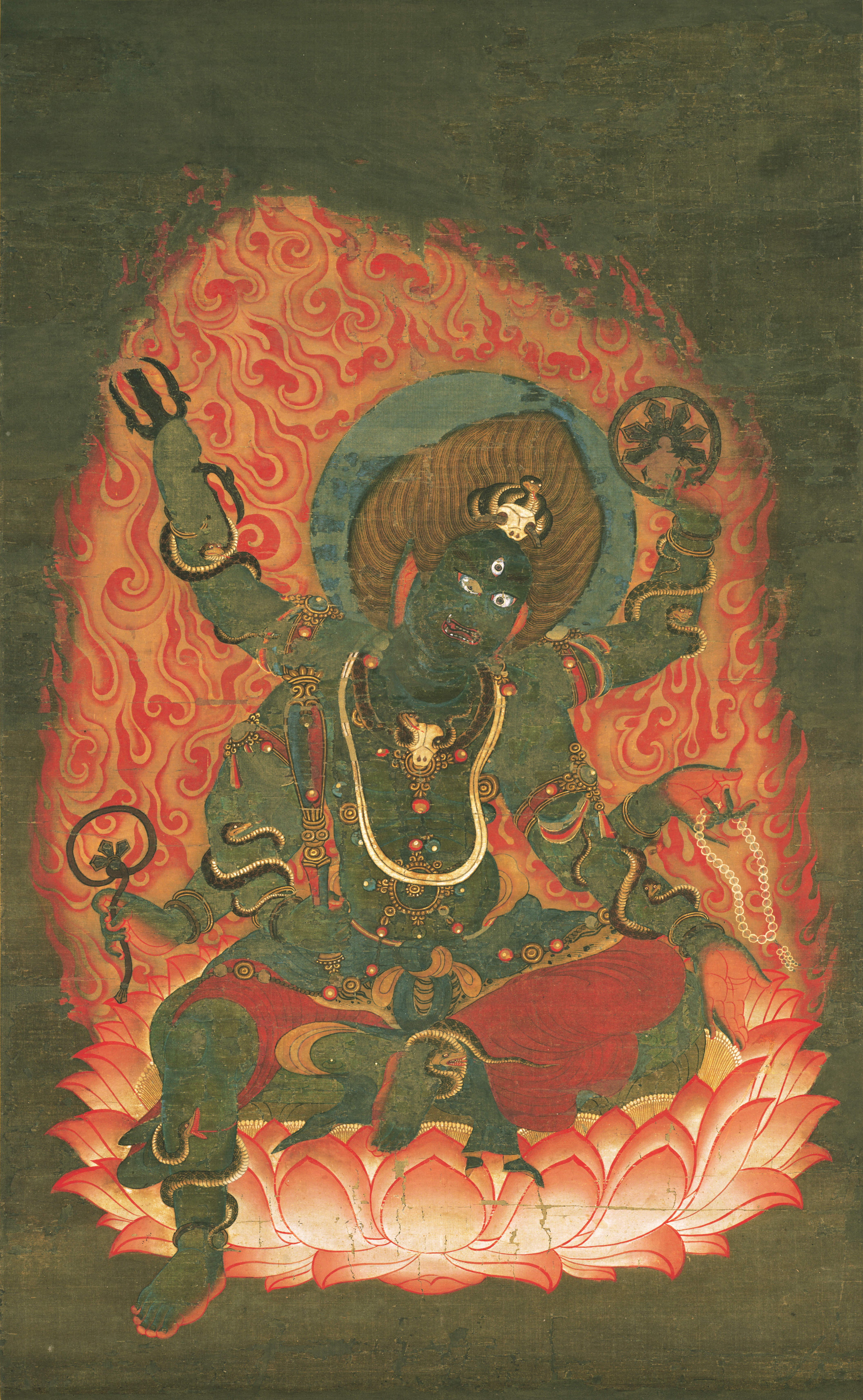
烏樞沙摩明王，平安时代，現藏京都國立博物館
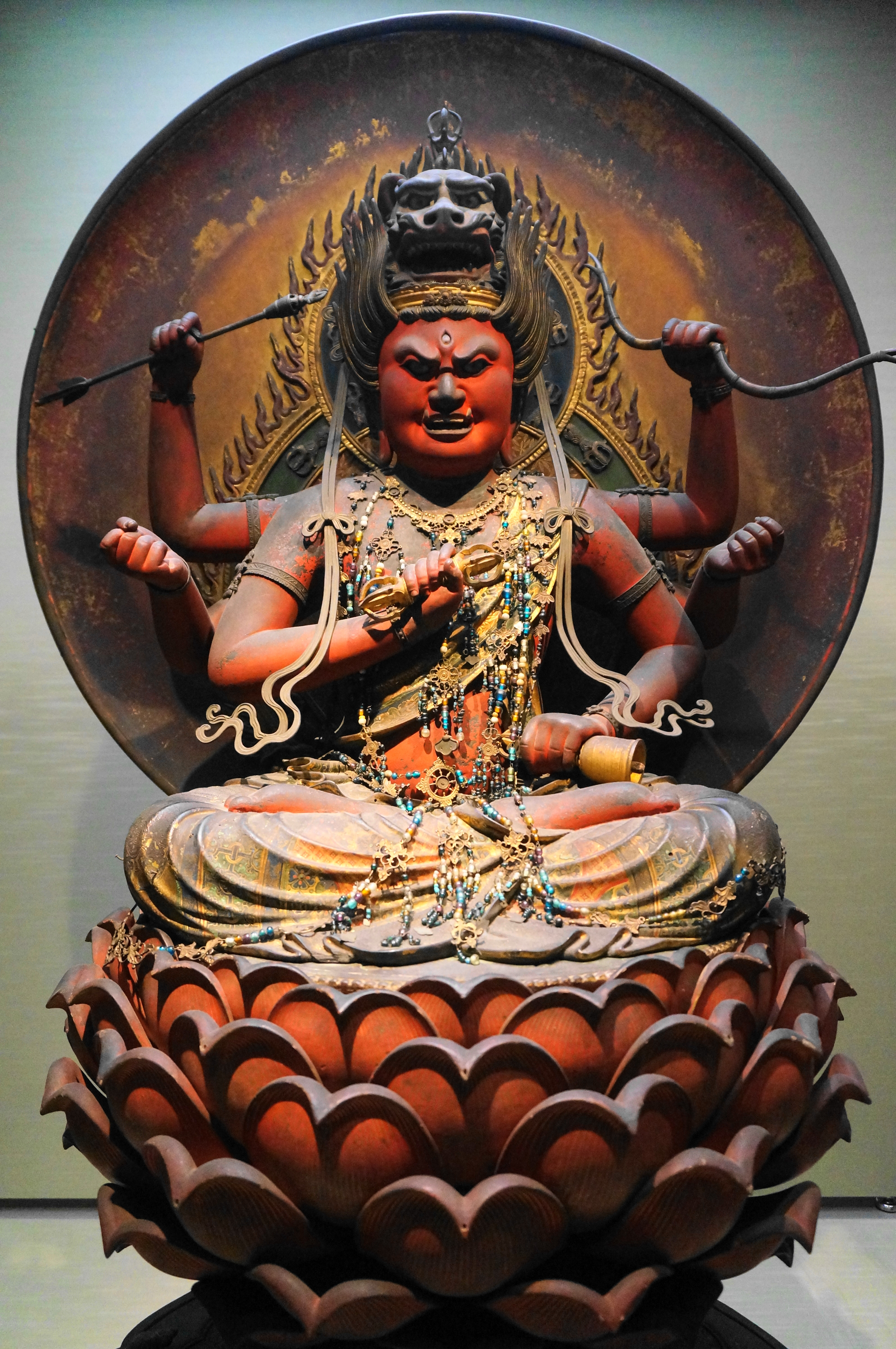
愛染明王，十三世紀，重要文化財